# 内閣官房令
内閣官房令（ないかくかんぼうれい）とは、内閣総理大臣が内閣法第26条第3項に基づいて発する内閣官房としての命令。

## 概要
内閣官房に係る主任の行政事務について、法律若しくは政令を施行するため、又は法律若しくは政令の特別の委任に基づいて制定される。
内閣官房令は、平成26年の国家公務員法等の一部を改正する法律第4条により改正された内閣法第26条に基づき、内閣官房に係る主任の行政事務について、内閣官房の主任の大臣たる内閣総理大臣の権限として制定される新たな法形式として導入されたもので、現在のところ国家公務員法関係に関してのみ制定されている。
内閣官房令には、法律の委任がなければ、罰則を設け、又は義務を課し、若しくは国民の権利を制限する規定を設けることができない（内閣法第26条第4項）。
省令とは異なり、国家行政組織法12条1項を根拠法とするものではない。根拠法は異なるものの、内閣府令および省令やかつての総理府令、法務府令と同等の位置づけである。
したがって、法形式上の優劣関係は以下のようになる。
日本国憲法 > 国際条約 > 法律 > 政令 > 内閣官房令・内閣府令・デジタル庁令・復興庁令・省令・外局の規則（規則・庁令）>地方公共団体の条例>地方公共団体の規則等